# دراسات الحيوان

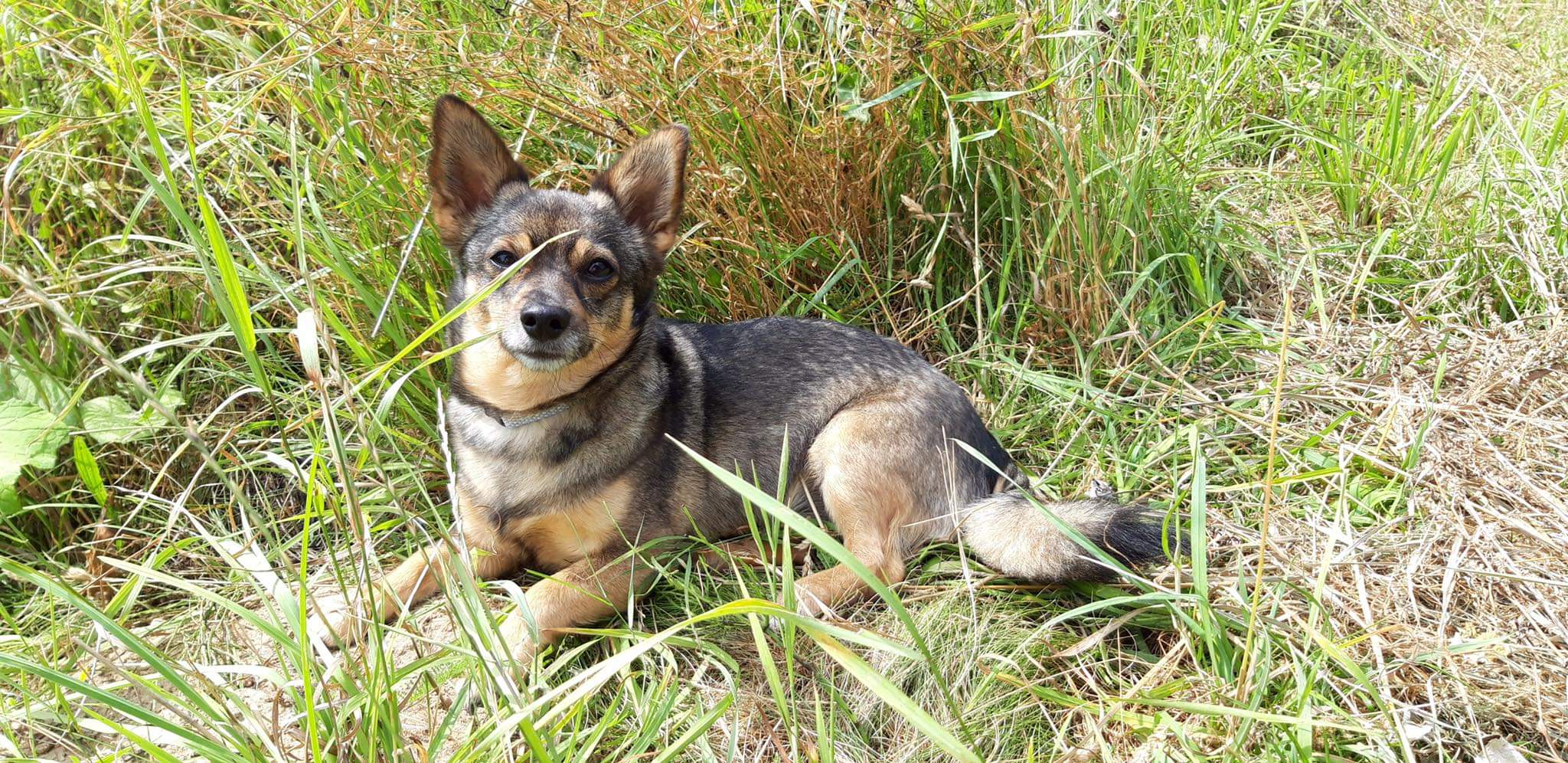

دراسات الحيوان هي مجال عُرف حديثًا، تُدرس فيه الحيوانات بمجموعة من الطرق متعددة التخصصات. يمكن تدريب الباحثين الذين يشاركون في دراسة الحيوانات تدريبًا رسميًا في عدد من المجالات المتنوعة، بما فيها الجغرافيا وتاريخ الفن وعلم الإنسان وعلم الأحياء والدراسات السينمائية والتاريخ وعلم النفس والدراسات الأدبية وعلم المتاحف والفلسفة والتواصل وعلم الاجتماع. قد يبحثون في أسئلة عن الحيوانات الحقيقية أو حول مفاهيم «الحيوانية» أو «الشراسة»، ويوظّفون آراء نظرية مختلفة، بما فيها النسوية والنظرية الماركسية ونظرية أحرار الجنس. باستخدام هذه المنظورات، يسعى أولئك الذين يشاركون في دراسات الحيوان إلى فهم العلاقة بين الإنسان والحيوان الآن وفي الماضي، وفهم الحيوانات باعتبارها كائنات في حد ذاتها، بمعزل عن معرفتنا بها. لأن المجال ما يزال قيد التطوير، يحظى الباحثون وغيرهم ببعض الحرية في تحديد معاييرهم بشأن القضايا التي يمكن أن يرتكز عليها المجال.

## تاريخ دراسات الحيوان
باعتباره موضوعًا متعدد التخصصات، توجد دراسات الحيوان عند تقاطع عدد من مجالات الدراسة المختلفة. بدأت المجالات المختلفة تتوجّه إلى الحيوانات كموضوع مهم للدراسة في أوقات مختلفة ولأسباب مختلفة، وتحدّد هذه السجلات ذات التخصصات المنفصلة كيفية تناول الباحثين لدراسات الحيوان.
تطورت دراسات الحيوان جزئيًا نتيجة حركة تحرير الحيوان وارتكزت على الأسئلة الأخلاقية حول التعايش مع الأنواع الأخرى، مثل: هل من الأخلاقي تناول الحيوانات، وإجراء البحوث العلمية عليها من أجل منفعة البشر؟ وما إلى ذلك. كثيرًا ما يقتبس باحثو دراسات الحيوان الذين يستكشفون المجال من منظور أخلاقي من عمل الفيلسوف الأسترالي بيتر سينغر، تحرير الحيوان (1975)، باعتباره نصًا مرجعيًا في دراسات الحيوان. جاء عمل سينغر بعد عمل جيريمي بنثام في محاولة للتوسّع في الأسئلة النفعية بخصوص المتعة والألم خارج نطاق البشر إلى كائنات أخرى حسّاسة.
يعد المنظّرون المهتمون بدور الحيوانات في الأدب والثقافة والفلسفة القارية أن العمل الأخير لجاك دريدا هو القوة الدافعة وراء ازدياد الاهتمام بدراسات الحيوان في الإنسانيات. درست سلسلة محاضرات جاك دريدا الأخيرة، الحيوان الذي هو أنا، كيف تؤثر التفاعلات مع حياة الحيوان في محاولات البشر تعريف الإنسانية والذات بوساطة اللغة. بدراسة التفكيكية التي وضعها دريدا والتوسع فيها لتشمل نواحيَ ثقافية أخرى، نشر كاري وولف كتاب طقوس الحيوان في عام 2003 وانتقد فلاسفةَ حقوق الحيوان السابقين مثل بيتر سينغر وتوماس ريغان. تشير دراسة وولف إلى وجود إنسانية خبيثة تلعب دورًا في فلسفاتهم وفلسفات غيرهم. نشر الفيلسوف الإيطالي جورجيو أغامبين حديثًا كتابًا بصدد الحيوان: الانفتاح. الإنسان والحيوان.

## مواضيع البحث والمنهجيات
يحلّل الباحثون في دراسات الحيوان الأسئلة والقضايا التي تُطرح عندما تبدأ الأساليب التقليدية للبحث الإنساني والعلمي في أخذ الحيوانات على محمل الجد مشكلة مواضيع للتفكير والعمل. يمكن لطلاب دراسات الحيوان دراسة كيف تُعرَّف الإنسانية فيما يتعلق بالحيوانات، أو كيف ينتج عن تجسيدات الحيوانات فهم (وسوء فهم) للأنواع الأخرى. من أجل القيام بذلك، تولي دراسات الحيوان اهتمامًا وثيقًا بالطرق التي يقوم البشر فيها بتجسيم الحيوانات، وتبحث كيف يمكن للبشر تجنب التحيز في مراقبة الكائنات الأخرى. على سبيل المثال، يفحص كتاب دونا هاراواي، رؤى الرئيسيات، كيف أن المجسّمات (الديوراما) التي أُنشئت للمتحف الأمريكي للتاريخ الطبيعي أظهرت التجمعات العائلية التي توافقت مع العائلة النووية البشرية التقليدية، وبذلك أساءت تجسيد سلوك الحيوانات الملاحَظ في البرية. نظرت أيضًا المناهج النقدية لدراسات الحيوان في تجسيدات الحيوانات غير البشرية في الثقافة الشعبية، بما في ذلك تنوع الأنواع في الأفلام المتحركة.
بتسليط الضوء على هذه القضايا، تسعى دراسات الحيوان إلى إعادة دراسة الفئات الإبستمولوجية والسياسية والأخلاقية التقليدية في سياق تجدُّد الاهتمام بحياة الحيوانات واحترامها. عبّر كلود ليفي ستراوس بدقة عن الافتراض بأن التركيز على الحيوانات قد يوضّح المعرفة الإنسانية في مقولته الشهيرة «من الجيد التفكير بالحيوانات».